# Annie (film, 2014)
Az Annie 2014-ben bemutatott amerikai zenés filmvígjáték Will Gluck rendezésében. A főszereplők Quvenzhané Wallis, Jamie Foxx, Rose Bryne, Cameron Diaz és Bobby Cannavale.
Az Amerikai Egyesült Államokban 2014. december 19-én, Magyarországon 2015. január 22-én mutatták be.

## Cselekmény
Miss Hannigan (Cameron Diaz) pár árva lányt nevel a miattuk járó pénz miatt, de ezt sose fordítja a lányokra, hanem elissza a pénzt.
Annie minden héten elmegy az étterembe, mivel a szülei megígérték, hogy oda mennek érte,de ezt nem teszik meg.
Egyik nap Annie-t iskolából hazafelé majdnem elüti egy jármű és a polgármesterjelölt menti meg őt. Ezzel sok szavazatot kap és örökbe fogadja Annie-t.

## Szereplők
| Színész                        | Szerep                                                                                           | Magyar hang                  |
| ------------------------------ | ------------------------------------------------------------------------------------------------ | ---------------------------- |
| Quvenzhané Wallis              | Annie Bennett, egy árvaházban élő gyermek, aki arra vágyik, hogy legyenek szülei                 | Szűcs Anna Viola             |
| Jamie Foxx                     | William "Will" Stacks, egy jómódú politikus                                                      | Kálid Artúr                  |
| Rose Byrne                     | Grace Farrell, a Stacks hű személyi asszisztense és Annie anyjának alakja                        | Ruttkay Laura                |
| Cameron Diaz                   | Miss Colleen Hannigan, az árvaház főgonosza, aki mindent elkövet, hogy megkeserítse Annie életét | Für Anikó                    |
| Adewale Akinnuoye-Agbaje       | Nash, a Stacks kemény, de szerethető testőre és Annie jó barátja                                 | Galambos Péter               |
| David Zayas                    | Lou, a helyi csapszék tulajdonosa, aki bele van zúgva Miss Hanniganbe.                           | Gesztesi Károly              |
| Bobby Cannavale                | Guy, a Stacks politikai tanácsadója                                                              | Debreczeny Csaba             |
| Tracie Thoms és Dorian Missick | Lily St. Regis és Rooster Hannigan, Annie álszülei                                               | Sárközi József, Vertig Tímea |

### Cameoszereplők
| Színész           | Szereplő                 | Magyar hang       |
| ----------------- | ------------------------ | ----------------- |
| Ashton Kutcher    | Simon Goodspeed          | Fehér Tibor       |
| Michael J. Fox    | Önmaga                   | Gyabronka József  |
| Mila Kunis        | Andrea Alvin             | Andrusko Marcella |
| Rihanna           | Moon Goddess             | Kis-Kovács Luca   |
| Patricia Clarkson | Fókuszcsoportos asszonya | Téglás Judit      |

## Számlista
- 1. "Overture"
- 2. "Maybe" – Annie, Tessie, Mia, and Isabella
- 3. "It's the Hard Knock Life" – Annie, Tessie, Mia, Isabella, and Pepper
- 4. "Tomorrow" – Annie
- 5. "I Think I'm Gonna Like It Here" – Annie and Grace
- 6. "Little Girls" – Miss Hannigan
- 7. "The City's Yours" – Will and Annie
- 8. "Opportunity" – Annie
- 9. "Easy Street" – Guy and Miss Hannigan
- 10. "Who Am I?" – Miss Hannigan, Will, and Annie
- 11. "I Don't Need Anything But You" – Will, Annie, and Grace
- 12. "Tomorrow/I Don't Need Anything But You" (Finale) – Cast